# Солка (платформа)
Не путать со станцией Салка Свердловской железной дороги.
Солка (официально Салка) — остановочный пункт Санкт-Петербург — Витебского региона Октябрьской железной дороги на участке Лигово — Веймарн. Расположен на территории разъезда 135 километр линии Калище — Веймарн в Кингисеппском районе Ленинградской области. Движение пассажирских поездов по данной линии было прекращено  1 июня 2009 года, со 2 ноябрь 2015 года до 31 декабря 2015 года по линии осуществлялось пассажирское движение 2 парами пассажирских поездов ДТ1. С 1 января 2016 года движения поездов нет.
Ближайший населённый пункт — деревня Кёрстово, расположенная на расстоянии около 500 м к востоку. На расстоянии около 1,5 км к юго-востоку протекает река Солка, через которую построен железнодорожный мост.

## История
Согласно данным справочника «Железнодорожные станции СССР» датой открытия остановочного пункта Салка является 1964 год. Однако в данном месте ранее уже существовала пассажирская платформа Солка, о чём свидетельствуют, в частности, схемы железных дорог 1940 и 1943 годов, а также топографическая карта 1942 года.
Остановочный пункт был представлен одной низкой прямой пассажирской посадочной платформы, расположенной с восточной стороны от единственного пути.
До 30 мая 2009 года движение пригородных пассажирских поездов между Калищем и Веймарном было регулярным. С введением с 31 мая 2009 года нового расписания, все пассажирские поезда на данной линии были отменены. Последний пригородный поезд из Калища в Веймарн проследовал 31 мая 2009 года собственным расписанием по специальному назначению Октябрьской железной дороги и имел номер 6835. От платформы Солка данный поезд отправился в 10 часов 54 минуты по московскому времени. Обратный рейс из Веймарна в Калище и далее до Ораниенбаума I был назначен на тот же день по зимнему расписанию 2008—2009 годов и имел номер 6836. С 1 июня 2009 года движение пассажирских поездов, в том числе пригородных, между Калище и Веймарном отсутствует.
В 2009—2011 гг. в рамках работ по реконструкции железнодорожной инфраструктуры и подходов к морскому порту Усть-Луга на территории недействующего остановочного пункта был проложен второй железнодорожный путь и сооружён раздельный пункт разъезд 135 км. При этом пассажирская посадочная платформа была полностью демонтирована. Из всей старой инфраструктуры остановочного пункта был сохранён только специальный знак остановки, расположенный возле пути 2Б.
В первом полугодии 2014 года на территории разъезда 135 км были построены новые пассажирские платформы и сооружён пешеходный переход через пути.
2 ноября 2015 года пассажирское движение было возобновлено, 31 декабря 2015 года движение было прекращено из-за малого количества пассажиров.

## Перспективы
Согласно проекту реконструкции железнодорожной инфраструктуры и подходов к морскому порту Усть-Луга, рассчитанному на 2005—2020 годы, должна быть осуществлена электрификация 180,1 км железных дорог на участках: Гатчина — Ивангород, Веймарн — Котлы, Котлы — Усть-Луга, Котлы — Калище. Электрификация будет проходить в несколько этапов. Электрификацию участка Гатчина — Веймарн — Лужская планируется завершить в 2016 году.
В соответствии с первоначальным планом по окончании строительства подходов к порту в Усть-Луге и завершения реконструкции железнодорожной инфраструктуры планировалась организация пригородного пассажирского железнодорожного сообщения между Гатчиной и Усть-Лугой. В апреле 2014 года на заседании Координационного совета по развитию транспортной системы Петербурга и Ленобласти первый вице-президент ОАО РЖД Вадим Морозов заявил, что «ввиду отсутствия коммерческой эффективности для компании» РЖД отказывается от финансирования реконструкции той части железнодорожной инфраструктуры, что необходима для организации пригородного пассажирского сообщения на участке Гатчина — Усть-Луга.